# Donneloye
 (septembre 2010).
Si vous disposez d'ouvrages ou d'articles de référence ou si vous connaissez des sites web de qualité traitant du thème abordé ici, merci de compléter l'article en donnant les références utiles à sa vérifiabilité et en les liant à la section « Notes et références ».
Donneloye est une commune suisse du canton de Vaud, située dans le district du Jura-Nord vaudois.

## Histoire

Photo aérienne (1964).

Au XIIe siècle, le village relevait d'une famille de chevaliers portant le nom de Donneloye[réf. nécessaire].
Donneloye fut mentionné vers 1150 sous le nom de Donnolui. Le village constitua une seigneurie dès le XIIe siècle. À l'extinction de la famille des Donneloye en 1380, la seigneurie fut divisée en plusieurs parties. En 1652, les Loys-Villardin parvinrent à posséder la presque totalité de la seigneurie qu'ils cédèrent en 1711 aux Bernois, déjà possesseurs d'une maison seigneuriale dans le village. Siège d'une cour de justice locale (châtellenie), Donneloye fit partie du bailliage bernois d'Yverdon, puis du district d'Yverdon (1798-2006). La commune était régie par l'ensemble des communiers. L'église Notre-Dame, fondée au XIIe siècle (le chapitre de Lausanne en avait la présentation, l'évêque la collation), fut transformée en 1664 et reconstruite en 1903 ; le portail, la chaire et une cloche de 1496 ont été conservés. La cure date de 1712. Dès la Réforme, la paroisse comprit l'annexe de Bioley-Magnoux et les villages de Mézery-près-Donneloye, Chanéaz et Prahins. Au XIXe siècle, Donneloye renforça sa vocation de gros village agricole, au carrefour des routes Yverdon-Moudon et Yvonand-Bercher. Le bâtiment d'école date de 1894.
La rivière Mentue traverse le territoire de la commune. Le premier pont de pierre sur cette rivière fut construit à l'époque bernoise en 1754. Devenu trop étroit, il a tout simplement été élargi en 1892 pour former le pont actuel sur la route Yverdon/Moudon[réf. nécessaire].
Le 11 mars 2007, les citoyens ont décidé de fusionner leur commune avec celles de Gossens et Mézery sous le nom de Donneloye avec effet au 1er janvier 2008. Le 1er janvier 2012, c'est Prahins qui rejoint cette commune.

## Le château de Donneloye

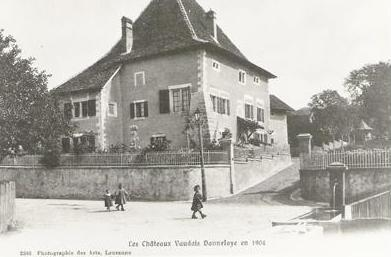
Château de Donneloye en 1904.

Le château de Donneloye passa entre de nombreuses mains du XVIe siècle au XIXe siècle : le duc Charles III de Savoie le vend en 1534 à Marguerite de Bellevaux qui le revend à son tour à Guillaume Regnauld, pour ensuite être acheté par Marguerite de Chanéaz en 1597.
En 1652, le château est acheté par Jean-Philippe Loys. La famille de Loys possède le domaine jusqu'à la fin du XVIIIe siècle, jusqu'au jour où le conseiller d'État Jaques-François Viquerat en fit l'acquisition.
L'architecture du bâtiment se compose d'un corps principal rectangulaire, divisé en deux parties par un large couloir central. À peu de distance, dans le jardin, s'élève une tour cylindrique qui servait probablement de colombier. Le bâtiment ne possède pas de sculptures comme celles du château d'Avenches, mais il est l'exemple d'une maison de campagne seigneuriale typique du Moyen Âge.
Actuellement, ce manoir appartient à un privé.

## Population

### Surnom
Les habitants de la commune sont surnommés les Oies.

### Démographie
Donneloye comptait 80 feux en 1416 et 36 en 1453 puis 165 habitants en 1764, 282 en 1850, 382 en 1900, 274 en 1950, 245 en 1970 et 320 en 2000. Après les fusions avec Gossens, Mézery et Prahins, la commune compte 905 habitants au 31 décembre 2022.